# Puig Castellar (Begues)
El Puig Castellar és una muntanya de 472 metres que es troba al municipi de Begues, a la comarca del Baix Llobregat. El puig està ocupat per un bosc esclarissat de pi blanc i garriga. Al cim hi havia un possible assentament ibèric. Les restes ibèriques es poden concretar en la presència d'un mur molt embardissat i molt perdut.